# Soulja Slim
James Tapp Jr. (New Orleans, Louisiana, 1977. szeptember 9. –  Gentilly, New Orleans, Louisiana, 2003. november 26.) művésznevén Soulja Slim, egy afro-amerikai rapper volt Master P No Limit nevű kiadójánál. Legismertebb száma a "Slow Motion" Juvenile közreműködésével.

## Halála
Hálaadás napja volt, 2003. november 26-a. Slimet egy ismeretlen férfi háromszor arcon és egyszer mellbe lőtte az édesanyja háza előtt, New Orleansban a 8th Ward nevű környékén.
2006. december 25-én egy férfit bizonyos Steven Kennedyt lelőttek, a rendőrség azt mondta, ez volt Soulja Slim megbosszulása. Az ügyben Ivory "B-Stupid" Harrist és Jerome Hamptont tartóztatták le.

## Albumai
- 1994: Soulja fa Lyfe
- 1995: The Dark Side
- 1998: Give It 2 'Em Raw
- 2001: Streets Made Me
- 2002: Years Later
- 2003: Years Later...A Few Months After
- 2005: Greatest Hitz
- 2005: Uptown Souljas - (with B.G.)
- 2009: Slang: M.O.E. - (Money Over Everything)

## Fordítás
- Ez a szócikk részben vagy egészben  a   Soulja Slim című angol Wikipédia-szócikk fordításán alapul.  Az eredeti cikk szerkesztőit annak laptörténete sorolja fel. Ez a jelzés csupán a megfogalmazás eredetét és a szerzői jogokat jelzi, nem szolgál a cikkben szereplő információk forrásmegjelöléseként.